# Godhetstal

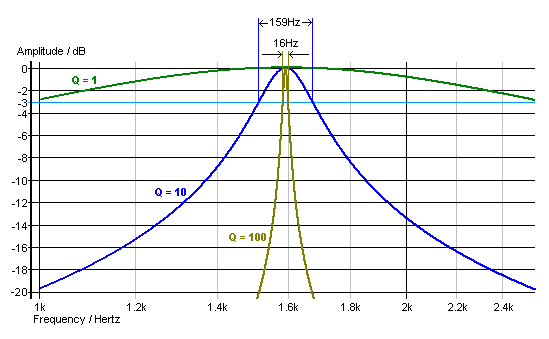
Godhetstal för tre olika resonanskretsar som har samma egenfrekvens.

RLC-resonanskrets, där R är i serie.

Godhetstal eller Q-värde, Q-faktor, Q, är inom fysik och ingenjörsvetenskap ett mått på hur underdämpat ett svängningssystem är. Den allmänna definitionen är
{\displaystyle Q=2\pi {\frac {\text{maximalt upplagrad energi}}{\text{energiförlust per period}}}=2\pi {\frac {W_{\text{max}}}{P_{f}T}}=\omega {\frac {W_{\text{max}}}{P_{f}}}}
där Pf betyder förlusteffekt, T är periodtiden och ω svängningsfrekvensen i radianer per sekund.
Definitionen kan tillämpas på alla slags svängande system såsom elektriska svängningskretsar bestående av induktiva och kapacitiva element, ledningsresonatorer, hålrumsresonatorer med flera.
Tillämpas definitionen på en spole genomfluten av strömmen I så erhålls om serieresistansen betecknas med r
{\displaystyle W_{\text{max}}={\frac {1}{2}}L{\hat {I}}^{2},\quad P_{f}=rI^{2}={\frac {1}{2}}r{\hat {I}}^{2}}
Spolens godhetstal blir därför
{\displaystyle Q=\omega {\frac {L}{r}}}

## Godhetstal för elektriska kretsar
Egenskaperna hos induktiva och kapacitiva element beskrivs ofta i en idealiserad form som inte förekommer i praktiken. En resistor har en viss induktans och kapacitans. En spole har en viss lindningsresistans och lindningskapacitans. En kondensators läckage och dielektriska förluster kan representeras av en parallellkonduktans, tilledningstrådarna har resistans och så vidare.
Det är ofta av mindre intresse att veta exakt var förlusterna förekommer utan det intressanta är att veta förlusternas storlek i förhållande till exempelvis reaktansen.
Ett reaktivt element, med induktans eller kapacitans, kan vid en viss frekvens ha reaktansen X och förlusterna orsakade endast av en serieresistans r.
Om R << X är en seriekoppling av r och X mycket nära ekvivalent med reaktansen X parallellkopplad med resistansen R där R är bestämd av
{\displaystyle R={\frac {X^{2}}{r}}}
Omvändningen gäller också. Om reaktansen är parallellkopplad med resistansen R och R >> r är kretsen approximativt ekvivalent med en seriekoppling av X och resistansen r bestämd av
{\displaystyle r={\frac {X^{2}}{R}}}
Med godhetstal, Q-värde, för ett reaktivt element menas vanligen
{\displaystyle Q={\frac {|X|}{r}}}
eller
{\displaystyle Q={\frac {R}{|X|}}}
vilka båda uttryck är ekvivalenta om Q >> 1; i praktiken Q > 10.

### RLC-kretsar

#### Serieresonans
Kretsens godhetsfaktor vid resonans
{\displaystyle Q_{r}={\frac {\omega _{r}L}{R}}={\frac {1}{\omega _{r}CR}}={\frac {1}{R}}{\sqrt {\frac {L}{C}}}}
där resonansfrekvensen
{\displaystyle \omega _{r}={\frac {1}{\sqrt {LC}}}}

#### Parallellresonans
Godhetstalet är det inverterade värdet av seriekretsens godhetsfaktor:
{\displaystyle Q=R{\sqrt {\frac {C}{L}}}\,}